# Чайка, Владимир Борисович
Влади́мир Бори́сович Ча́йка (9 сентября 1955, Капустин Яр Астраханской области — 16 октября 2021, Москва) — российский художник-дизайнер. Академик Академии графического дизайна (с 2011 — президент). Член Союза художников России, Союза дизайнеров России, международных ассоциаций AGI (Alliance Graphigue Internationale), «Brno Biennale» (почётный член). Лауреат Государственной премии Российской Федерации в области литературы и искусства (1995).

## Биография
Родился 9 сентября 1955 в городе Капустин Яр Астраханской области. В 1982 году окончил Московское высшее художественно-промышленное училище (бывшее Строгановское).

## Персональные выставки[4]
- 2008 — «Чайка в Сибири». Красноярский культурно-исторический музейный комплекс. Красноярск, Россия;
- 2006 — Выставка в качестве лауреата первой премии и золотой медали XIX Международной биеннале плаката. Варшава, Польша;
- 2005 — Выставка в качестве лауреата премий Zgraf.8 Excellence и Zgraf.8 AICA Award. Музей Современного искусства. Загреб, Хорватия;
- 2005 — «Три богатыря». Совместно с А. Логвиным и Ю. Сурковым Галерея «Анатом». Париж, Франция;
- 2003 — «Чайка з лубов’ю». Галерея «Академия». Харьков, Украина;
- 2003 — «Chaika. From Russia with Love». The William Morgan Library. Colorado State University Fort Collins. Колорадо, США;
- 1998 — «Тройка. Три измерения русского графического дизайна». Совместно с А. Логвиным и Е. Китаевой). DNP Duo Dojima Gallery, Осака, Япония;
- 1997 — Выставка в качестве лауреата IX Международной пригласительной выставки плаката в Колорадо. «Интимная галерея». Линкольн-центр. Форт-Коллинс, США;
- 1996 — Выставка в качестве номинанта на государственную премию в области литературы и искусства. Третьяковская Галерея. Москва, Россия;

## Основные награды[4]
- 2009 — Премия жюри. IV Международное биеннале плаката. Гуанчжоу, Китай;
- 2009 — Международная награда в области дизайна Юсаку Камекура. 9 Международная триеннале плаката. Тояма, Япония;
- 2008 — Первый приз. II Международное биеннале социально-политического плаката. Освенцим, Польша;
- 2006 — World Award of Monotheistic Religions. Всемирный конкурс «Единение религий». Тегеран, Иран;
- 2006 — Диплом Родченко. «Золотая пчела.7». Московская международная Биеннале графического дизайна. Москва, Россия;
- 2006 — Специальный приз. Медаль Союза дизайнеров Украины. «Четвертый блок». Международная выставка-конкурс плаката. Харьков, Украина;
- 2004 — Golden Bee Award. «Золотая пчела.6». Московская международная Биеннале графического дизайна. Москва, Россия;
- 2004 — Первый приз и Золотая медаль. XIX Международная Биеннале плаката. Варшава, Польша;
- 2000 — Вторая премия. Международной триеннале графики и плаката «Четвертый блок». Харьков, Украина;
- 1997 — Гран-при Всероссийского конкурса плаката против СПИДа. Москва;
- 1996 — Премия Альфонса Мухи. Международная биеннале графического дизайна.Брно. Чешская Республика;
- 1996 — Лауреат Государственной премии Российской Федерации в области литературы и искусства;
- 1995 — Серебряный приз. Международная биеннале плаката в Хельсинки. Финляндия;
- 1995 — Первая премия. IX Международной пригласительная выставка плаката в Колорадо. Форт-Коллинс, США;
- 1994 — Бронзовая медаль. Международная биеннале графического дизайна.Брно. Чешская Республика;
- 1988 — Серебряная медаль. Международная биеннале графического дизайна.Брно. Чешская Республика;